# Zacarias de Góis e Vasconcelos
Zacarias de Góis e Vasconcelos (Zacarias de Goes e Vasconcellos) fue un abogado y destacado político del Imperio del Brasil.
Fue presidente de las provincias de Piauí, Sergipe y Paraná (el primero en este último caso), diputado provincial por Bahía (1843, 1845 y 1847), diputado por Paraná y presidente de la Cámara de Diputados (1864), senador por Bahía (1864 a 1877), ministro de Marina, de Justicia, de Hacienda y presidente del Consejo de Ministros en tres ocasiones.

## Biografía
Zacarias de Góis nació en Valença, Bahía, Brasil, el 5 de noviembre de 1815.
Obtuvo el título de bachiller en derecho en la Facultad de Recife y el doctorado en la de Olinda en 1837, donde en 1840 obtuvo una cátedra.
Su carrera política se inició en el Partido Conservador al ser electo legislador provincial en Bahía y luego diputado por ese estado. 
Se desempeñó luego como presidente de la provincia de Piauí (1845—1847), Sergipe (1848—1849) y Paraná (1853—1855).
Durante su presidencia de la provincia de Paraná, le cupo dejar establecida la Asamblea Legislativa del nuevo estado, inauguró la sede de gobierno y dispuso la construcción de la Estrada de Graciosa, entre otras importantes obras.
Su libro "Da Natureza e Limite do Poder Moderador", escrito en 1860, el período de mayor popularidad del emperador Pedro II de Brasil, causó gran polémica al plantear una reducción del poder del monarca a favor de un gobierno parlamentario más fuerte.
Participó de la fundación de la Liga Progressista en 1862, formada por conservadores y liberales moderados, y tras la disolución de la Liga se sumó al Partido Liberal, convirtiéndose en uno de sus principales ideólogos.
Presidió tres gabinetes, dos de ellos en históricas circunstancias. El primero, de corta duración, fue el gabinete del 24 de mayo de 1862, en el cual actuó como primer ministro y simultáneamente como ministro del Imperio (Interior). El resto de su gabinete estaba integrado por:
- Ministro de Justicia: Francisco José Furtado
- Ministro de Asuntos Extranjeros: Carlos Carneiro de Campos
- Ministro de Marina: José Bonifácio de Andrada e Silva
- Ministro de Guerra: Manuel Marques de Sousa
- Ministro de Agricultura, Comercio y Obras Públicas: Antônio Coelho de Sá e Albuquerque
- Ministro de Hacienda: José Pedro Dias de Carvalho

Este primer gobierno finalizó el 30 de mayo de 1862, siendo reemplazado por el Duque de Caxias.
El 15 de enero de 1864 le fue nuevamente confiado el gobierno. Esta vez desempeñó simultáneamente la cartera de Justicia. Completaban su gabinete:
- Ministro de Negocios del Imperio: José Bonifácio de Andrada e Silva
- Ministro de Asuntos Extranjeros: Francisco Xavier Pais Barreto, João Pedro Dias Vieira
- Ministro de Marina: João Pedro Dias Vieira, Francisco Carlos de Araújo Brusque
- Ministro de Guerra: José Mariano de Matos, Francisco Carlos de Araújo Brusque
- Ministro de Agricultura, Comercio y Obras Públicas: Domiciano Leite Ribeiro, João Pedro Dias Vieira
- Ministro de Hacienda: José Pedro Dias de Carvalho

Durante su mandato creció la presión para involucrar a su país de manera directa en los sucesos desencadenados en Uruguay por la llamada Cruzada Libertadora de 1863, lo que llevaría a la Invasión Brasileña de 1864 y al estallido de la Guerra del Paraguay. Durante esos sucesos, fue responsabilidad de su administración la misión dirigida por José António Saraiva (misión Saraiva) que sentaría las bases conducentes a la Triple Alianza.
Fue reemplazado por Francisco José Furtado el 31 de agosto de 1864.
El 3 de agosto de 1866 presidió nuevamente el Consejo de Ministros, reteniendo para sí la cartera de Hacienda. Completaban su gabinete:
- Ministro de Negocios del Imperio: José Joaquim Fernandes Torres
- Ministro de Justicia: João Lustosa de Cunha Paranaguá, Martim Francisco Ribeiro de Andrada
- Ministro de Extranjeros: Martim Francisco Ribeiro de Andrada, Antônio Coelho de Sá e Albuquerque, João Lustosa de Cunha Paranaguá, João Silveira de Sousa
- Ministro de Marina: Afonso Celso de Assis Figueiredo
- Ministro de Guerra: Ângelo Moniz de Silva Ferraz, João Lustosa de Cunha Paranaguá
- Ministro de Agricultura, Comércio e Obras Públicas: Sousa Dantas

Durante este período todos los esfuerzos del gobierno se destinaron a sostener la guerra con el Paraguay, para lo cual creó nuevos impuestos y aumentó sensiblemente los existentes, reorganizó los Tesoros de las provincias y el Tesoro nacional, del que creó una delegación en Londres. 
Sin avances notables en el frente militar, al decir del historiador Joaquim Nabuco sólo "el paso de Curupayty (15 de agosto de 1867), una serie de victorias parciales y, sobre todo, el gran suceso del paso de Humaitá, son como rayo de luz en esta larga noche de ansiedades".
El consejero Zacarias de Góis murió en Río de Janeiro el 29 de diciembre de 1877.
Era hermano del juez João Antonio de Vasconcelos, presidente de la Suprema Corte del Brasil en 1880.